# Unaman, Sunaman och Vinaman

Växjö stifts vapen.

Unaman, Sunaman och Vinaman var enligt Sigfridslegenden engelska katolska cluniacensmunkar, systersöner till den engelska missionären Sigfrid.
Enligt Sigfridslegenden kom Sigfrid och systersönerna Unaman (präst), Sunaman (diakon) och Vinaman (subdiakon) via Danmark till Värend i Småland. De tre systersönerna rånmördades av en skara värendsbor under ledning av Gunnar Gröpe, under tiden då Sigfrid var på resa i Västergötland. När Sigfrid återvände till Värend fann han ett träkar med sina fränders avhuggna huvuden flytande på Växjösjön. Det är av denna anledning som Sankt Sigfrid avbildas bärande ett kar med tre avhuggna huvuden (motivet återgavs även på ett äldre stadsvapen för Växjö stad).
De tre huvudena avbildas i dag på Växjö stifts vapen.